# 면 (행정 구역)
면(面)은 대한민국의 자치시·군 또는 행정시의 하부 행정 구역으로, 조선 시대에도 행정 구역의 이름으로 사용되었으며 일부 지역에서 군의 하부 구역의 단위로 면 대신 사(社)·방(坊) 등이 쓰이기도 하였다. 조선민주주의인민공화국에서는 1952년 12월에 실시된 군면리 대폐합에 따라 면 제도가 폐지되었다.

## 현황
면의 인구기준은 특별히 정해져 있지 않으나 대체로 2천명 이상이며, 2만5천명을 넘는 경우는 드물다.
군사분계선 접경 지역인 강원특별자치도 철원군 근북면·근동면·원남면·원동면·임남면, 고성군 수동면 등 9개 면에는 면사무소가 없는데, 이 중 철원군 근북면(111명)에만 주민이 거주하며, 인접한 읍 면에서 사무를 대행한다. 
농어촌 인구감소에 대비해 여러개의 면을 하나의 행정면으로 운영할 수 있게 되었다. 
경기도 파주시 군내면·장단면·진동면·진서면, 
파주시 군내면에는 파주시 군내면(602명)·진동면(165명)에 주민이 거주했다. 군내면과 진동면 등을 관할하는 출장소가 설치되어 있다가, 사상첫 행정면인 장단면으로 통합 운영되고 있다.

#### 인구 2만2천명 이상의 면
2022년 2월 말 기준으로 인구가 가장 많은 면은 전라남도 순천시 해룡면(5만2117명)이며, 다음의 면은 인구가 2만 2천명을 넘는다.
- 전라남도 : 순천시 해룡면(5만2117)
- 경상남도 : 창원시 의창구 북면(4만3196), 통영시 광도면(3만0954), 양산시 동면(3만8290)
- 강원특별자치도 : 원주시 지정면(2만9030)

#### 인구 1천명 미만의 면
면사무소가 설치된 면 중에서는 2022년 2월 말 기준으로 인구가 가장 적은 면은 경기도 연천군 중면(192명)이며, 다음의 28개 면은 인구가 1천명이 안 된다.
- 인천광역시 : 강화군 서도면(380)
- 경기도 : 연천군 중면(192)·장남면(728)
- 강원특별자치도 : 춘천시 북산면(970), 삼척시 노곡면(717)·가곡면(669)·신기면(665)
- 충청북도 : 제천시 한수면(697), 보은군 회남면(728), 영동군 용화면(965)
- 전북특별자치도 : 완주군 경천면(982), 진안군 용담면(848)·상전면(843)
- 전라남도 : 순천시 외서면(838), 보성군 문덕면(912), 화순군 이서면(955), 강진군 옴천면(611), 영광군 낙월면(573), 완도군 생일면(809)·금당면(949), 신안군 팔금면(972)
- 경상북도 : 상주시 화남면(784), 의성군 신평면(807)·안사면(829)
- 경상남도 : 의령군 낙서면(735)·봉수면(991) 함안군 여항면(987), 고성군 영현면(854), 합천군 덕곡면(854)

## 하부 행정 구역
면의 하부 행정 구역은 리(里)이다. 과거 경상북도, 평안북도, 함경북도, 경상남도, 평안남도, 함경남도에서는 리 대신 동(洞)을 하부 행정 구역으로 쓴 적이 있으며, 경상북도, 경상남도 지역은 1988년 5월 1일에 리(里)로 통일하였다.

## 읍 승격 기준
면이 도시의 형태(시가지를 구성하는 지역 내 거주자의 비율이 전체 인구의 40% 이상이고, 상업·공업 기타 도시적 산업에 종사하는 가구의 비율이 전체 가구의 40% 이상인 것)를 갖추고 인구가 2만명 이상이면 읍(邑)으로 승격될 수 있다.
또, 이러한 조건을 만족하지 않아도 군청 소재지인 면은 읍이 될 수 있고, 도농복합시에 읍이 없는 경우 관할 내의 면 중 하나는 읍으로 승격될 수 있다.

## 같이 보기
- 대한민국의 행정 구역